# Фальшпол
Фальшпол  — вид поднятого пола, используемого в производственных помещениях, в которых требуется развести инженерные сети с выходом к отдельному оборудованию/установкам/устройствам, специально размещаемых в этом помещении.
Например, в вычислительных центрах это коммуникации из большого количества кабелей для передачи данных и электроснабжения, а также трубопроводов (например, систем кондиционирования воздуха или охлаждения).
В отдельных случаях пол поднимается на уровень, достаточный для того, чтобы позволить человеку ползать и даже ходить под ним; для обслуживания подпольного пространства устанавливают дополнительные элементы усиления и проводят освещение.

## Конструкция
Чаще всего структура пола образуется из несущего металлического каркаса и съемных панелей, также изготовленных из металла, стали или алюминия. В зависимости от приложения используются различные покрытия панелей: ковровые, ламинат, мрамор, камень, антистатические.
Вертикальный элемент системы, формирующей каркас, стойка, в нижней части имеет площадку-опору, чья конструкция позволяет оперативно изменять высоту. В качестве вертикальных элементов могут также использоваться стойки из с-образного профиля, соединяемые с горизонтальными элементами про помощи болтов.
Горизонтальный элемент каркаса, балка в виде бруса из стального профиля, на концах имеет конструкцию под элемент крепежа, позволяющий соединять смежные ячейки в замок либо используя болтовое соединение.
Устанавливаемая пластина обычно имеет форму квадрата, со сторонами 600 на 600 мм; реже применяется шестиугольная форма. Под пластину укладываются специальные амортизационные накладки, не пропускающие пыль и способствующие звукоизоляции.
В систему построения фальшпола входят выполненные в едином стиле опционные элементы: бордюры, наклонные блоки, узлы для размещения различного рода розеток и соединений, ребра усиления для областей пола с повышенной нагрузкой. Специальные элементы (например, кабель-канал — для проводов и кабелей) позволяют обрамлять трубы, выходы вентиляционных систем, несущие элементы строительных конструкций (колонн, пилонов и т. п.).
Существует также гидравлический фальшпол, или фальшпол на гидравлических опорах. Гидравлический фальшпол может быть использован в таких местах, как входные группы, пандусы, напольные двери и люки, промышленные объекты с разным уровнем пола и необходимостью подвоза и подъёма оборудования с одного уровня пола на другой, театрально-зрелищные сооружения, а также поверхности с необходимостью динамического изменения высоты и ориентации пола в пространстве.